# VoipBuster
VoipBuster（ボイプバスター）は、ドイツのBetamax社が開発するインターネット電話の無料ソフトウェアである。Skype Technologies社のSkypeよりも通話料が安い傾向にあり、「Skypeより安い」として売り物にしている。2005年からサービスを開始。

## 姉妹関係
ドイツの有限会社"Betamax"社からリリースされているアプリケーションソフトの一覧リンク: 
| - 12Voip - BudgetSIP - Calleasy - DialNow - FreeCall - InternetCalls - Intervoip - JustVoip - LowRateVoip | - NetAppel.fr - Nonoh - Poivy - SIPDiscount - SMSdiscount - SmsListo - SparVoip - VSP - Text4Calls - VoipBuster | - VoipBusterPro - VoipCheap UK - VoipCheap - VoipDiscount - Voiphit - VoipRaider - VoipStunt - VoipWise - VoipZoom - WebCallDirect |

Betamax GmbH & Co KG offers its wholesale services under the following trade names: 
- VoiceTrading
- SipTraffic